# Jacques Behnan Hindo
Jacques Behnan Hindo (İdil, Turquia, 8 de agosto de 1941 - Paris, França, 6 de junho de 2021) foi um clérigo sírio e arcebispo católico sírio de Hassaké-Nisibi.

## Biografia
Jacques Behnan Hindo nasceu em İdil, na província de Şırnak, no sudeste da Anatólia, em Tur Abdin, Turquia, uma área com raízes tradicionais das comunidades cristãs sírias e situada dentro das fronteiras da Turquia. Após sua formação teológica, recebeu o sacramento da ordenação para a arquiparquia sírio-católica Hassaké-Nisibi em 4 de maio de 1969.
Em 29 de junho de 1996, o Papa João Paulo II o nomeou Arcebispo Sírio Católico de Hassaké-Nisibi. O Patriarca Sírio Católico de Antioquia, Inácio Antoine II Hayek, o consagrou bispo em 18 de junho de 1997, na Igreja dos Santos Pedro e Paulo em Al-Qamishli; os co-consagradores foram o Bispo da Cúria do Patriarcado Sírio Católico de Antioquia, Gregorios Elias Tabé, e o Arcebispo Siríaco Católico de Aleppo, Denys Raboula Antoine Beylouni.
Durante a Guerra Civil Síria, ele informou ativamente a imprensa sobre os abusos do ISIS e do governo sírio. Ele também expressou desacordo com as ações militares da OTAN.
Durante o avanço do Estado Islâmico de 2015 nos subúrbios de Hassaké, na região de Jazira, no nordeste da Síria, Hindo permaneceu em sua sede episcopal e supervisionou as comunidades cristãs. Ele ocupou temporariamente cargos públicos e foi responsável pela assistência à saúde da população civil em Hassaké. Após o sequestro de 250 cristãos assírios no vale de Khabur pelas milícias jihadistas do EI, Hindo pagou os pedidos de resgate por sua libertação.
Em 22 de junho de 2019, renunciou ao cargo por motivos de saúde.
Hindo morreu após uma longa doença em Paris, para onde se mudou para tratamento médico.